# 台11線
台11線（たいじゅういちせん）は、花蓮県南埔から台東県美和に至る台湾省道であり、「花東海岸公路（かとうかいがんこうろ）」の別称で呼ばれる。
また、花蓮と台東を結ぶ2本の省道すなわち台9線と台11線とを総称して「花東公路」と呼び、そのうち台9線を山線、台11線を海線と呼ぶこともある。

## 概要
- 全長：177.483Km
- 起点：花蓮県吉安郷南埔（台9線の交差地点）
- 終点：台東県太麻里郷美和（台9線の交差地点）
- 経由地：

## 歴史
| 年 | 月日 | 事跡 |
| -- | ---- | ---- |

## 通過する自治体
- 花蓮県
  - 吉安郷 - 寿豊郷 - 豊浜郷

- 台東県
  - 長浜郷 - 成功鎮 - 東河郷 - 卑南郷 - 台東市 - 太麻里郷

## 接続する道路
- 高速道路
  - 国道5号（計画中）

## 支線

### 甲線
花蓮県光復郷の台9線との交差点を起点とし、同県豊浜郷の台11本線との交差点を終点とする支線である。全長19.162Km。「光豊公路」の別称である。

### 乙線
台東市富岡の中華大橋を起点とし、同市卑南の台9線との交差点を終点とする支線である。全長7.406Km。

### 丙線
花蓮県吉安郷の光華工業区を起点とし、同市寿豊郷の台9線との交差点（渓口付近）を終点とする支線である。全長18.301Km。